# Abbazia di Santa Maria a Cerrate
L'abbazia di Santa Maria di Cerrate, situata sulla strada provinciale che collega i comuni di Squinzano e Trepuzzi a Casalabate, è uno dei più significativi esempi di Romanico otrantino. Il complesso è attualmente gestito dal Fondo Ambiente Italiano, che nel 2012 ne ha acquisito la proprietà, tramite una concessione trentennale, in seguito a un bando pubblico indetto dalla Provincia di Lecce.

## Storia
L'abbazia fu fondata, secondo leggenda, alla fine del XII secolo da Tancredi d'Altavilla, conte di Lecce. La leggenda vuole che in questo luogo, durante una battuta di caccia, a Tancredi sia apparsa la Madonna fra le corna di un cervo, da cui il toponimo Cerrate o Cervate. Successivamente, questa leggenda fu smentita, in quanto si è scoperto che, durante il 1600, era stata utilizzata per molte altre chiese e abbazie locali. Da poco si è scoperto che l'abbazia fu fondata da Boemondo d'Altavilla nell'XI secolo. Durante il XII secolo, fu anche centro di produzione (soprattutto di cereali). Era abitata dai monaci bizantini che scappavano dalle persecuzioni turche a Bisanzio. La località fu un importante polo religioso e culturale, fino a quando Tancredi d'Altavilla fondò la chiesa dei santi Niccolò e Cataldo, alle porte di Lecce, che divenne il nuovo polo religioso. Successivamente, passò al cardinale Niccolò Gaddi, che a sua volta donò il complesso all'Ospedale degli Incurabili di Napoli che lo trasformò in masseria. In una platea, conservata presso la biblioteca del Museo archeologico Sigismondo Castromediano, datata 20 aprile 1692, eseguita dal tavolario Gennaro Pinto è scritto: "Abbadia di S. Maria a Cerrate sita nelle pertinenze della Terra di Trepuzzi". Nel 1711 l'abbazia venne saccheggiata dai pirati turchi e cadde in uno stato di abbandono, proseguito fino al restauro del 1965 curato dalla Provincia di Lecce. Il complesso rimase di proprietà dell'ente locale fino al 2012, anno in cui è passato al FAI.

## Archeologia

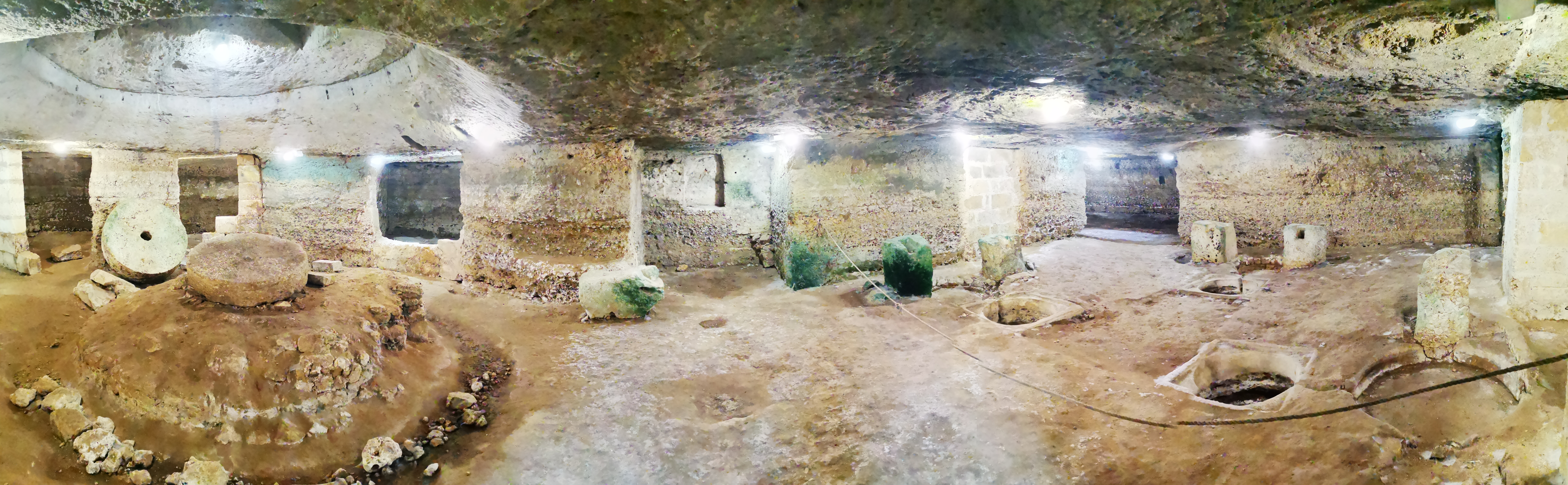
Panoramica di uno dei due frantoi ipogei.

Scavi archeologici condotti dall'Università del Salento nel 2004-2005, in accordo con la Provincia di Lecce, hanno dimostrato che sul luogo le attività sono esistite sin dall'età alto medievale. La successiva scoperta di numerosi buchi da palo, durante i lavori del FAI e dell'Università, insieme a delle sepolture datate al radiocarbonio risalenti alla fine del VII o del VIII secolo, suggeriscono che l'insediamento monastico potrebbe datare ben prima dell'età normanna. Inoltre, una delle tombe corre sotto una delle absidi della chiesa romanica e ciò permette di ipotizzare la presenza di una struttura monastica di età bizantina sotto l'ingombro della chiesa attuale.
Negli scavi del 2004 è stata messa in luce anche il frantoio oleario, ora ricostruito ed oggetto di un plastico.

## Descrizione

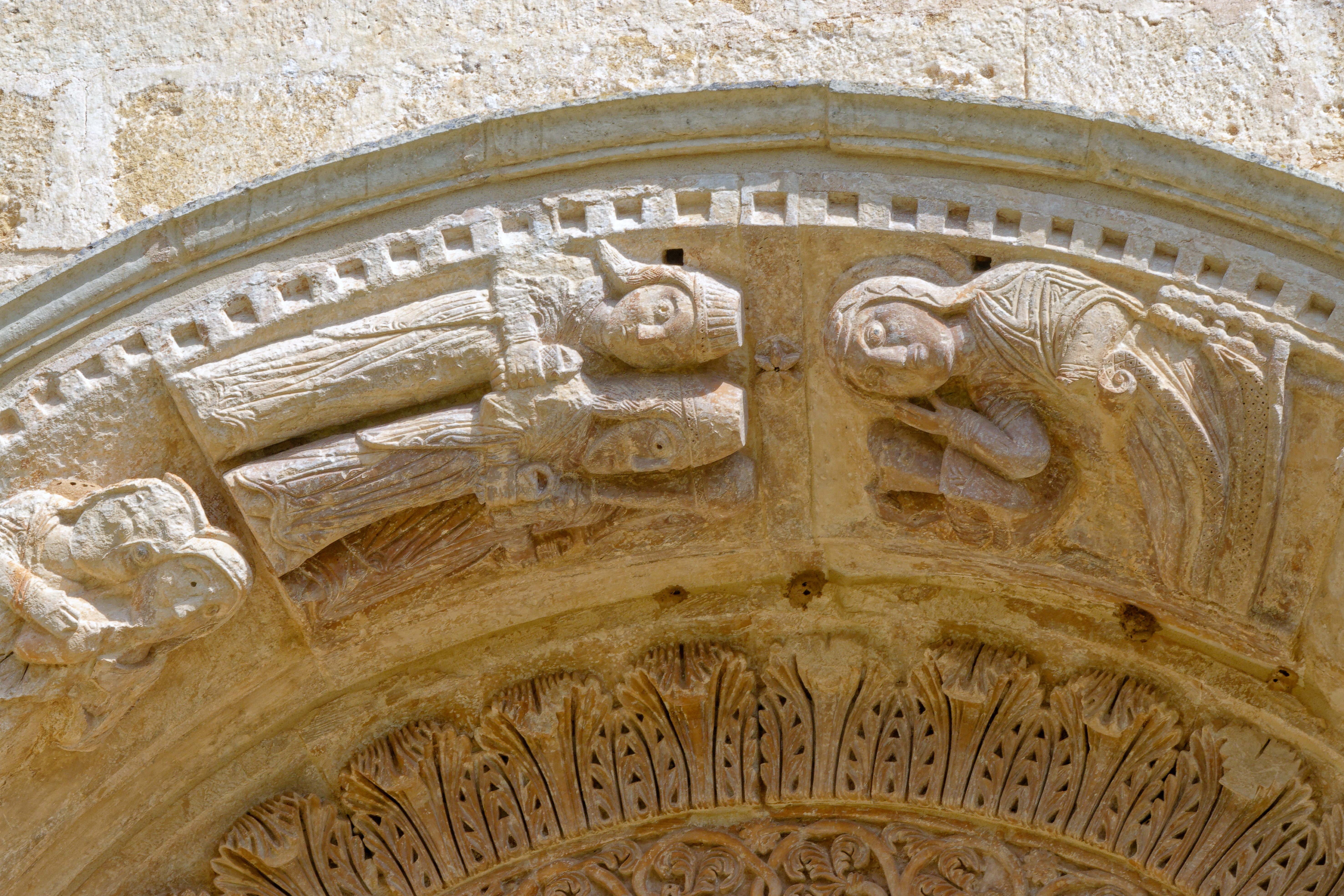
Particolare del portale con i Re Magi

### Esterno
La chiesa romanica ha un prospetto a salienti animato da una serie di archetti che fa comprendere la spartizione interna della struttura. La facciata presenta un piccolo rosone al centro, una monofora per lato e il duecentesco portale nel cui intradosso son figurati i rilievi dell'Annunciazione della Vergine, della Visita a santa Elisabetta, dei Magi e della Fuga in Egitto.

Lungo il lato sinistro del tempio, fa bella mostra di sé un portico, risalente anch'esso al XIII secolo, impreziosito da colonne cilindriche e poligonali che reggono dei capitelli figurati. Di fronte al portico è presente un pozzo ornamentale del XVI secolo.

I capitelli dell'Abbazia
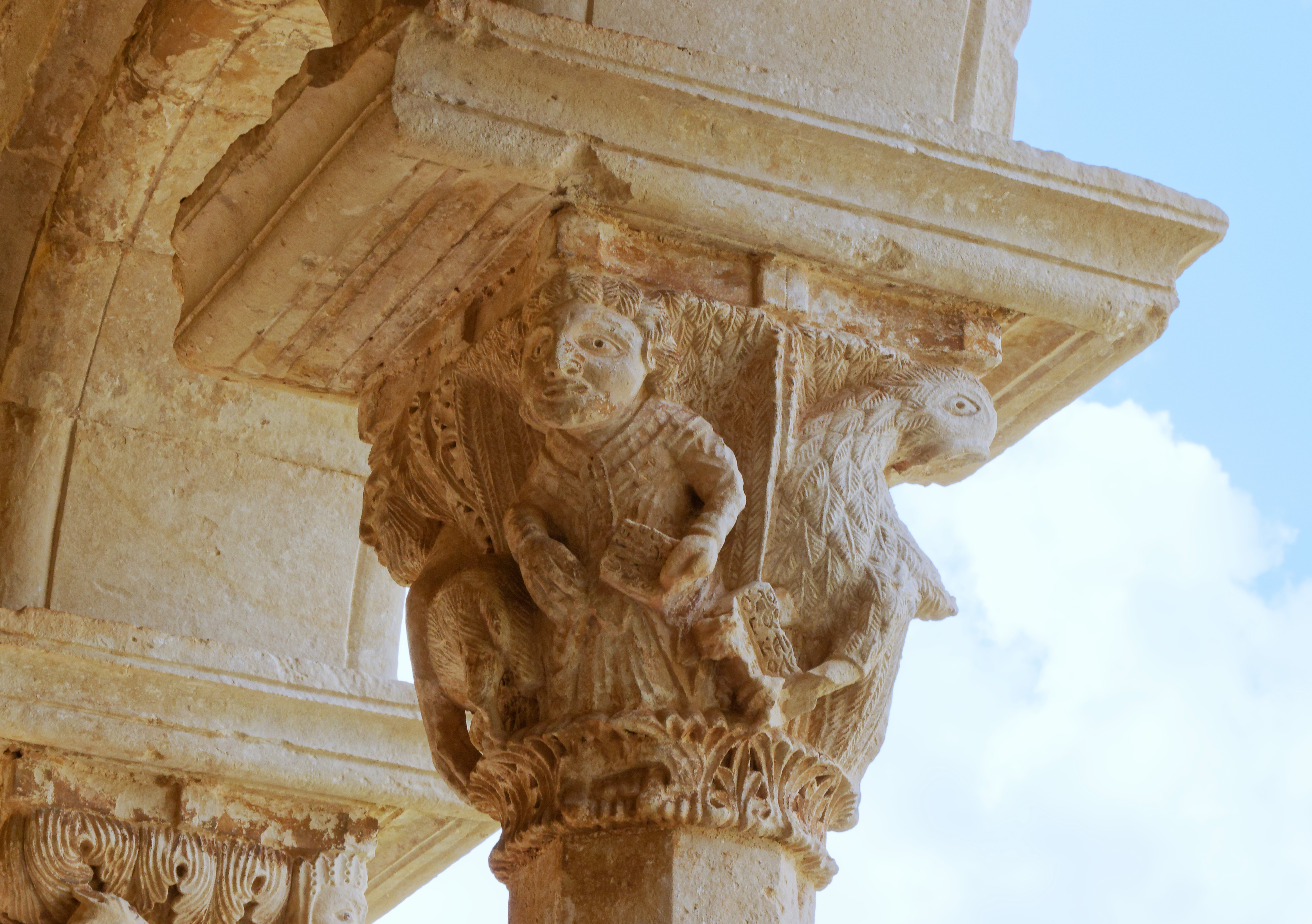
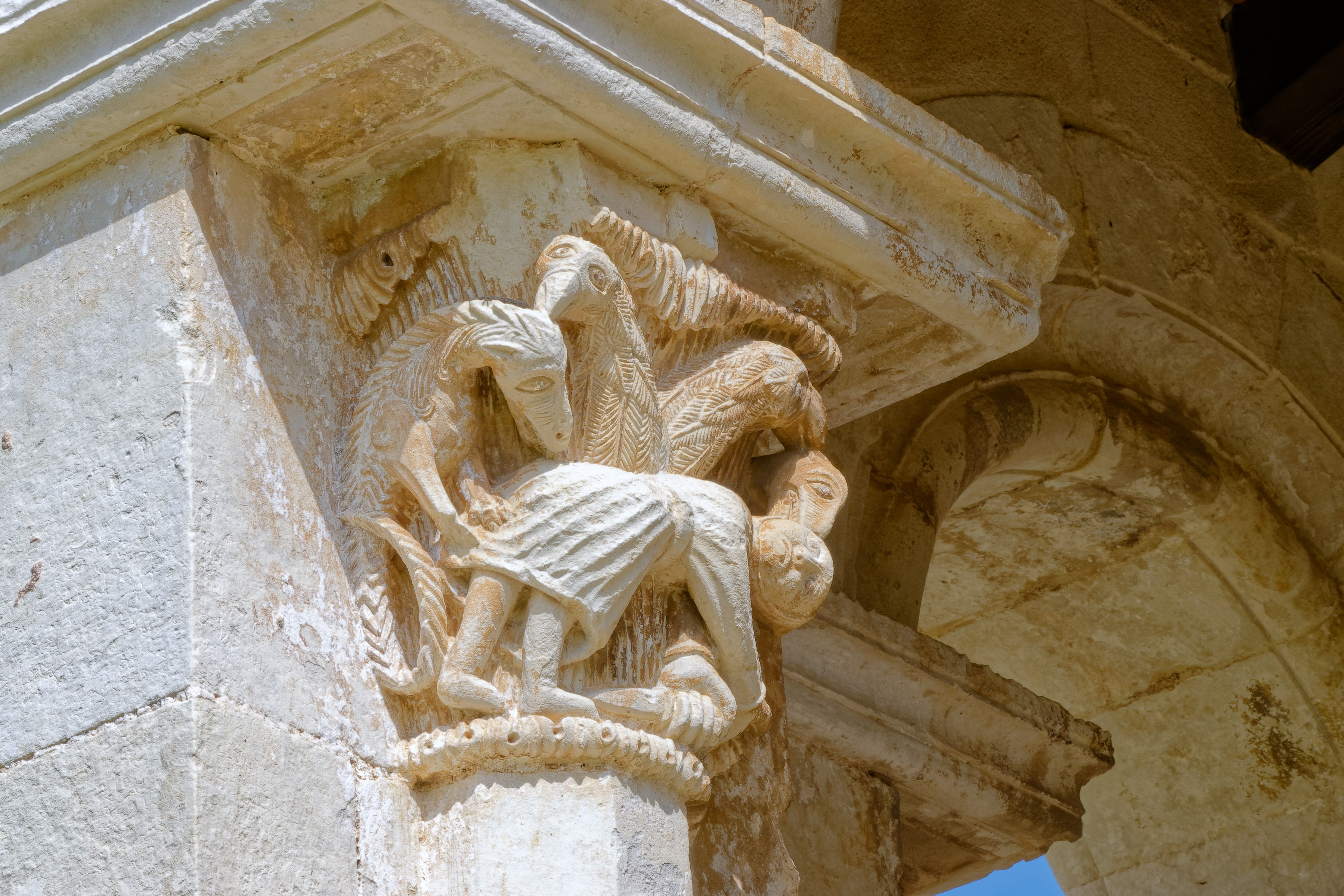
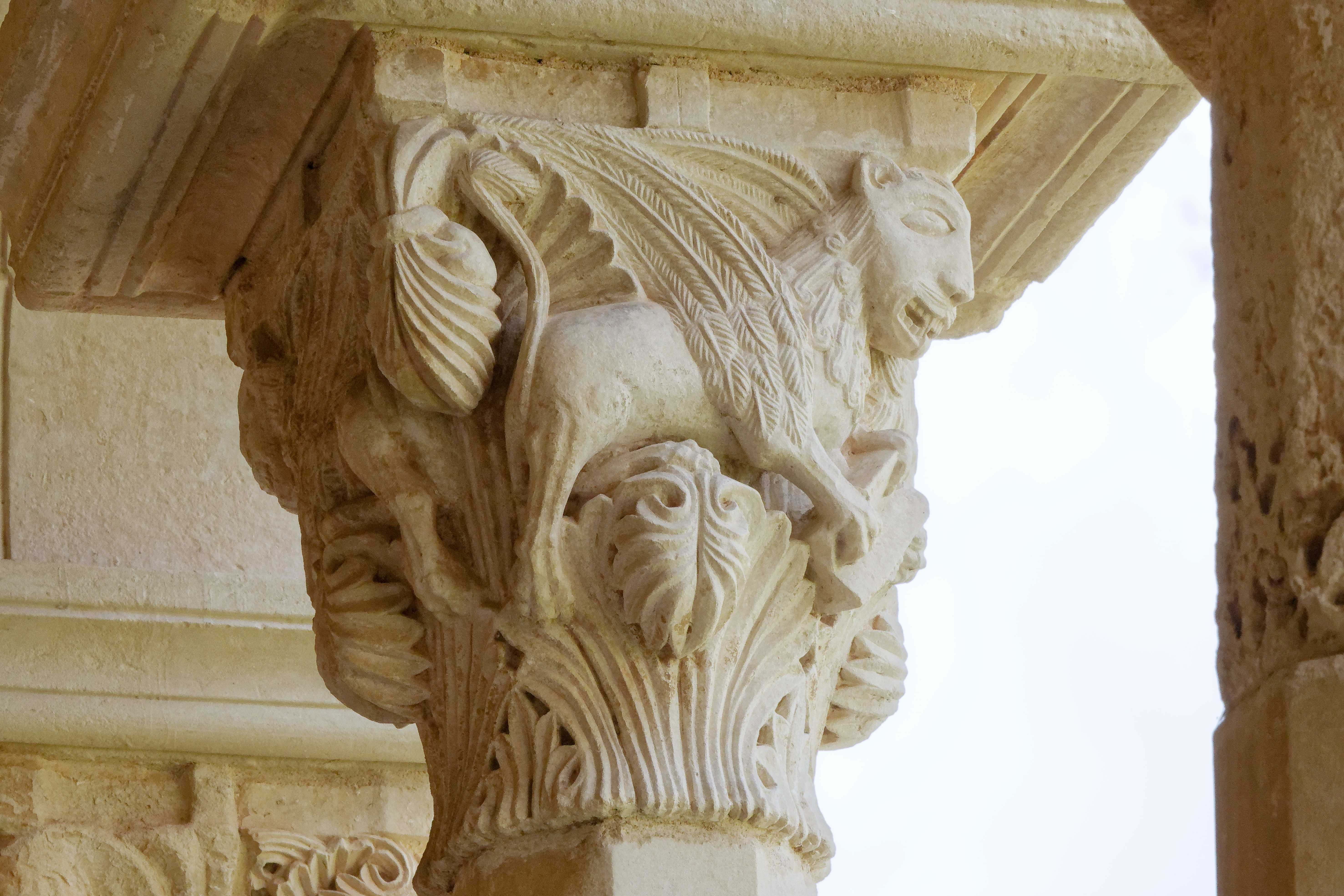
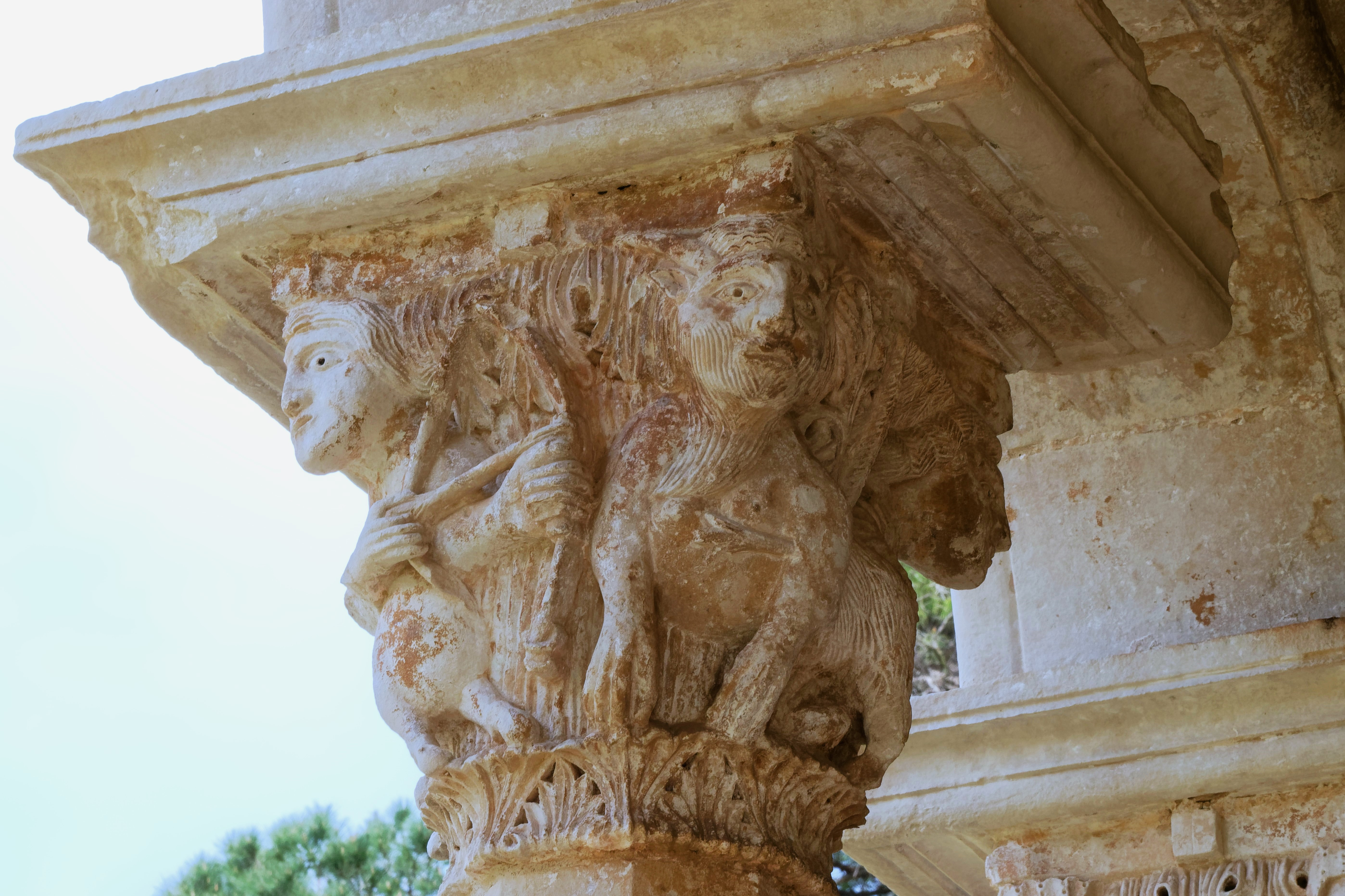
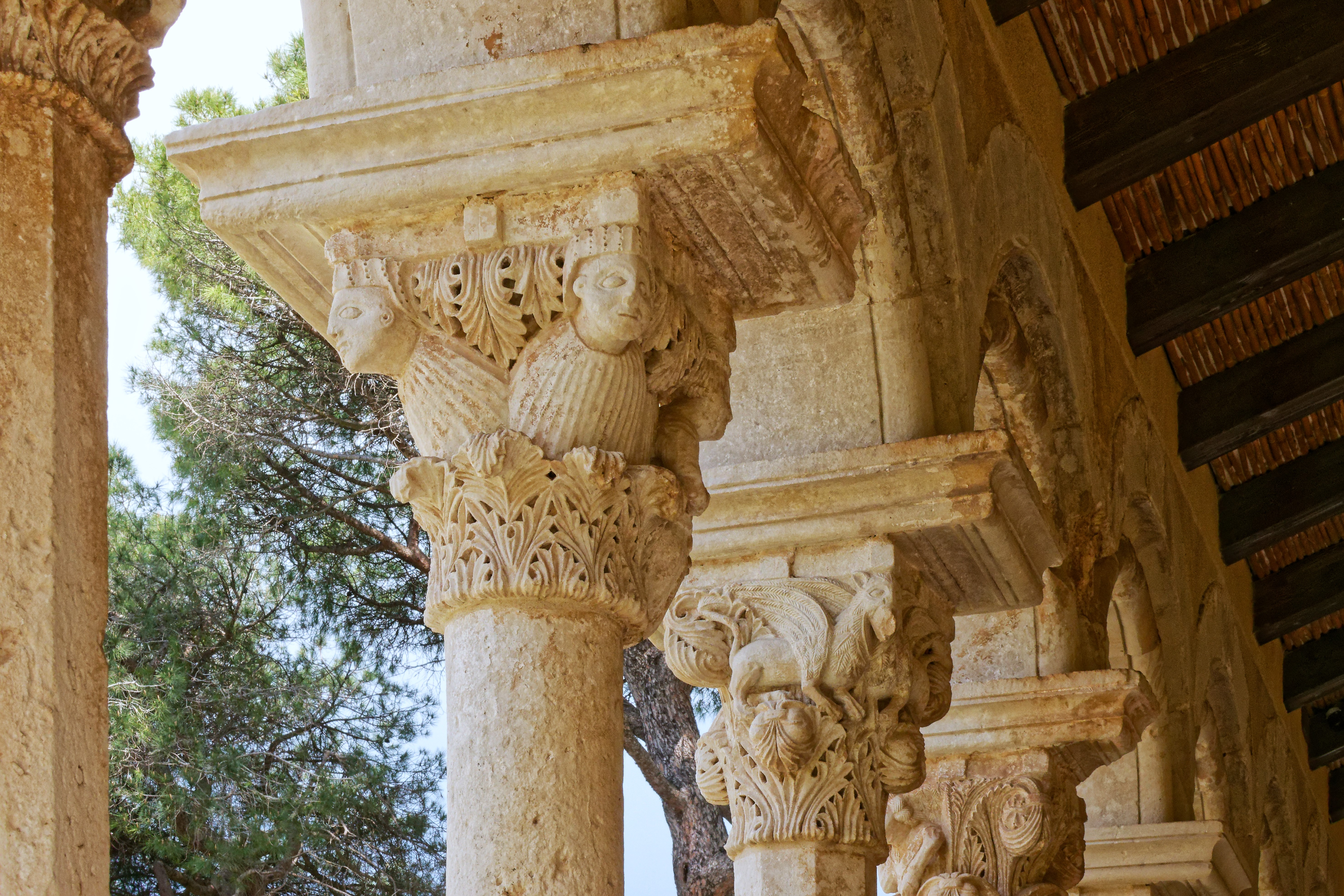

### Interno

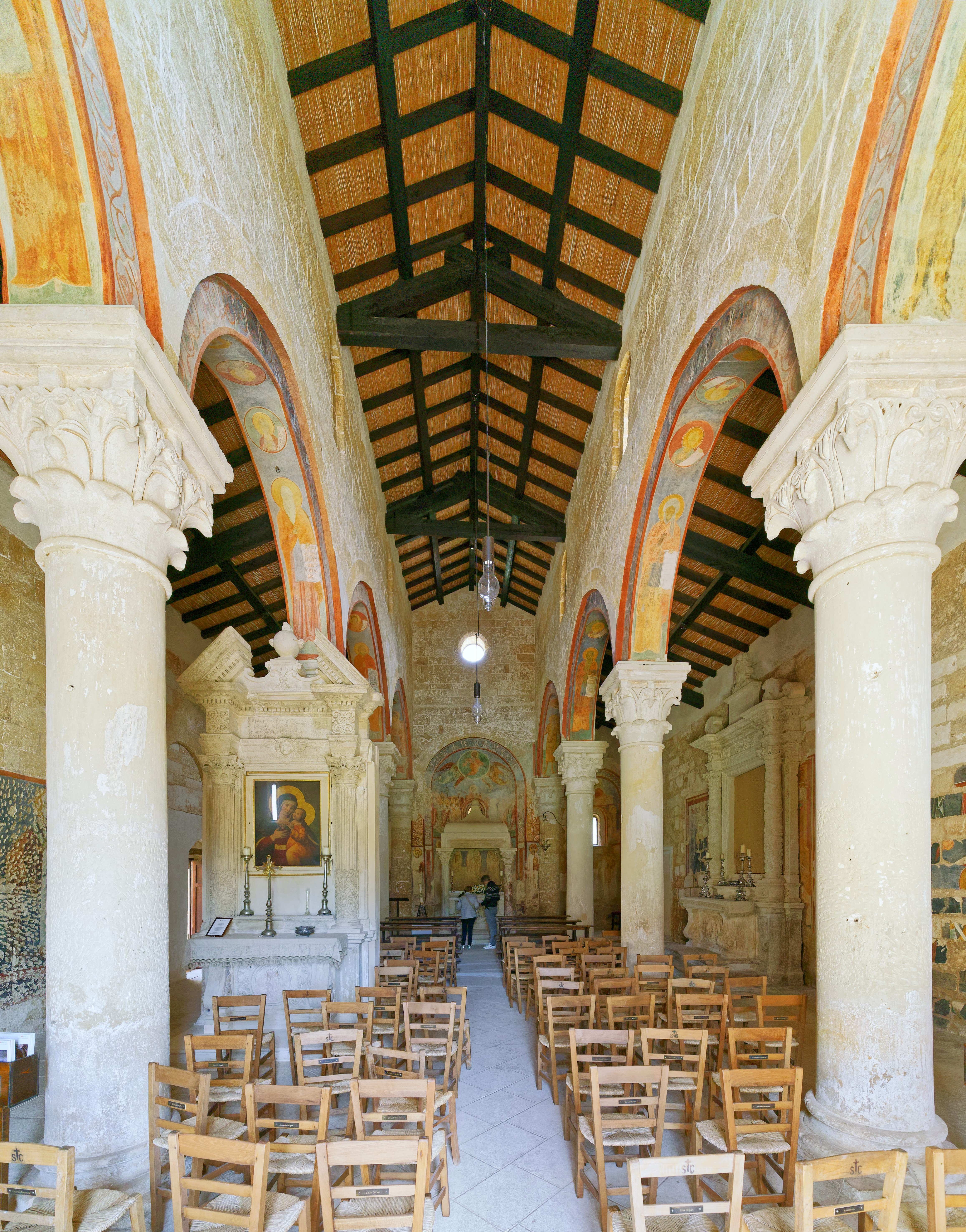
L'interno

L'interno è a tre navate ed è coperto da un soffitto costituito da travi, canne e tegole. Del 1269 è il baldacchino posto sopra l'altare maggiore. Di notevole interesse sono gli affreschi duecenteschi e trecenteschi: nelle absidi (Cristo in gloria, Angeli e Santi); nei sottarchi (Santi), lungo le pareti (Vergine col Bambino e Santi). Durante i lavori di restauro furono staccati dalla chiesa alcuni affreschi e trasportati nel vicino museo nel quale sono tuttora esposti: (Dormitio Virginis, Annunciazione della Vergine, Miracolo della cerva, San Giorgio con la principessa, Sant'Anna e san Gioacchino con Maria Vergine, San Demetrio, San Michele e altri Santi).

Gli affreschi di Santa Maria di Cerrate
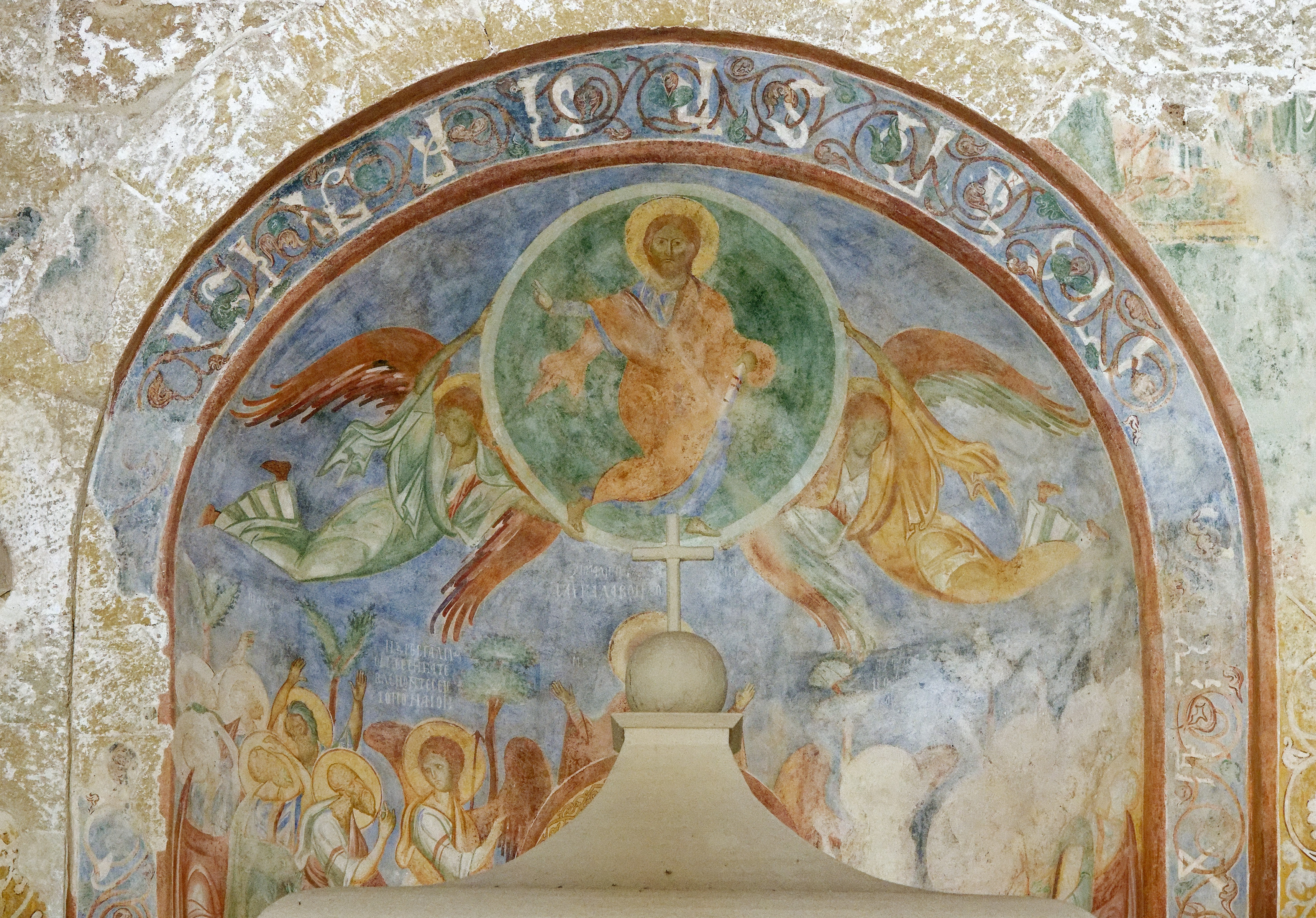
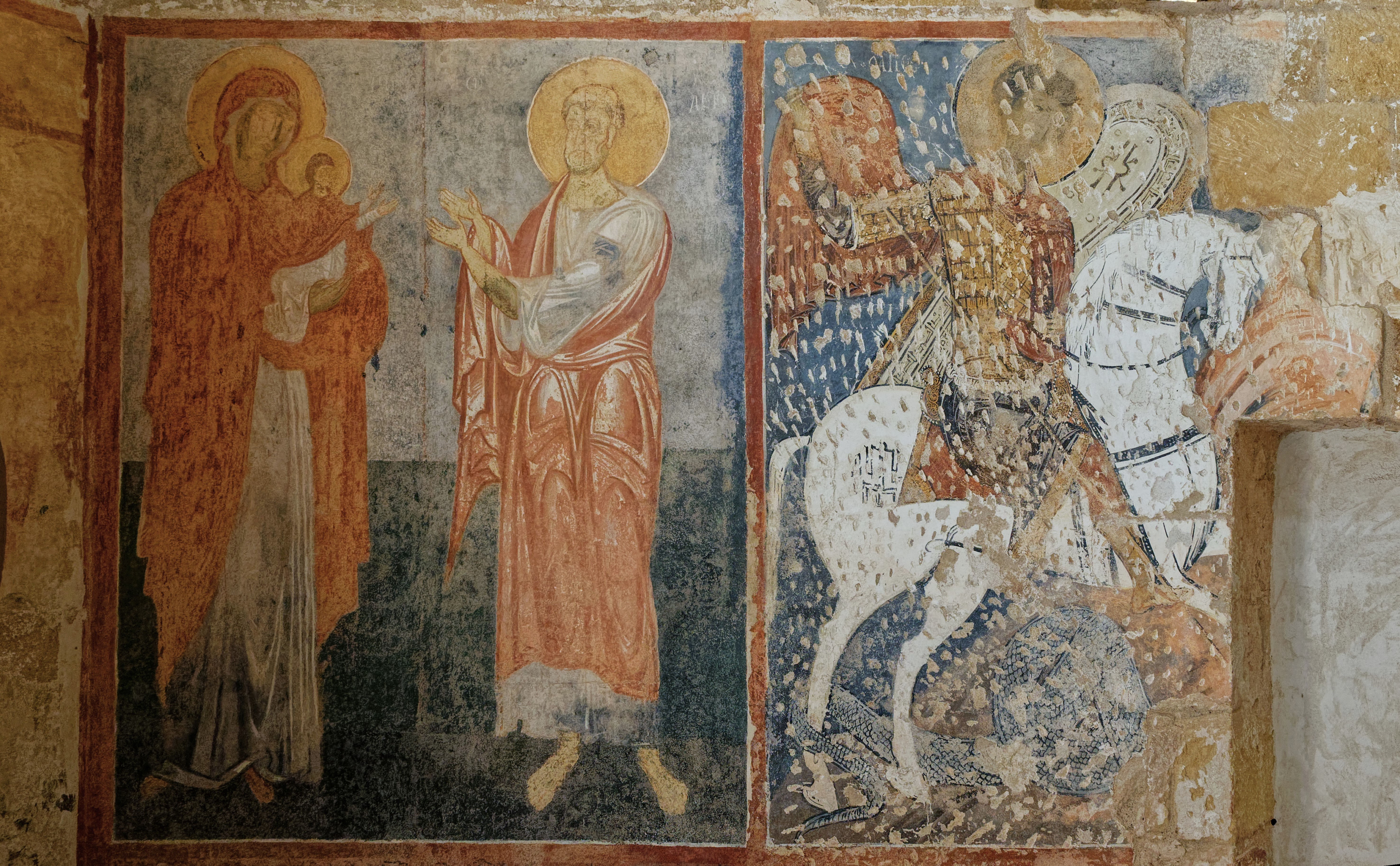
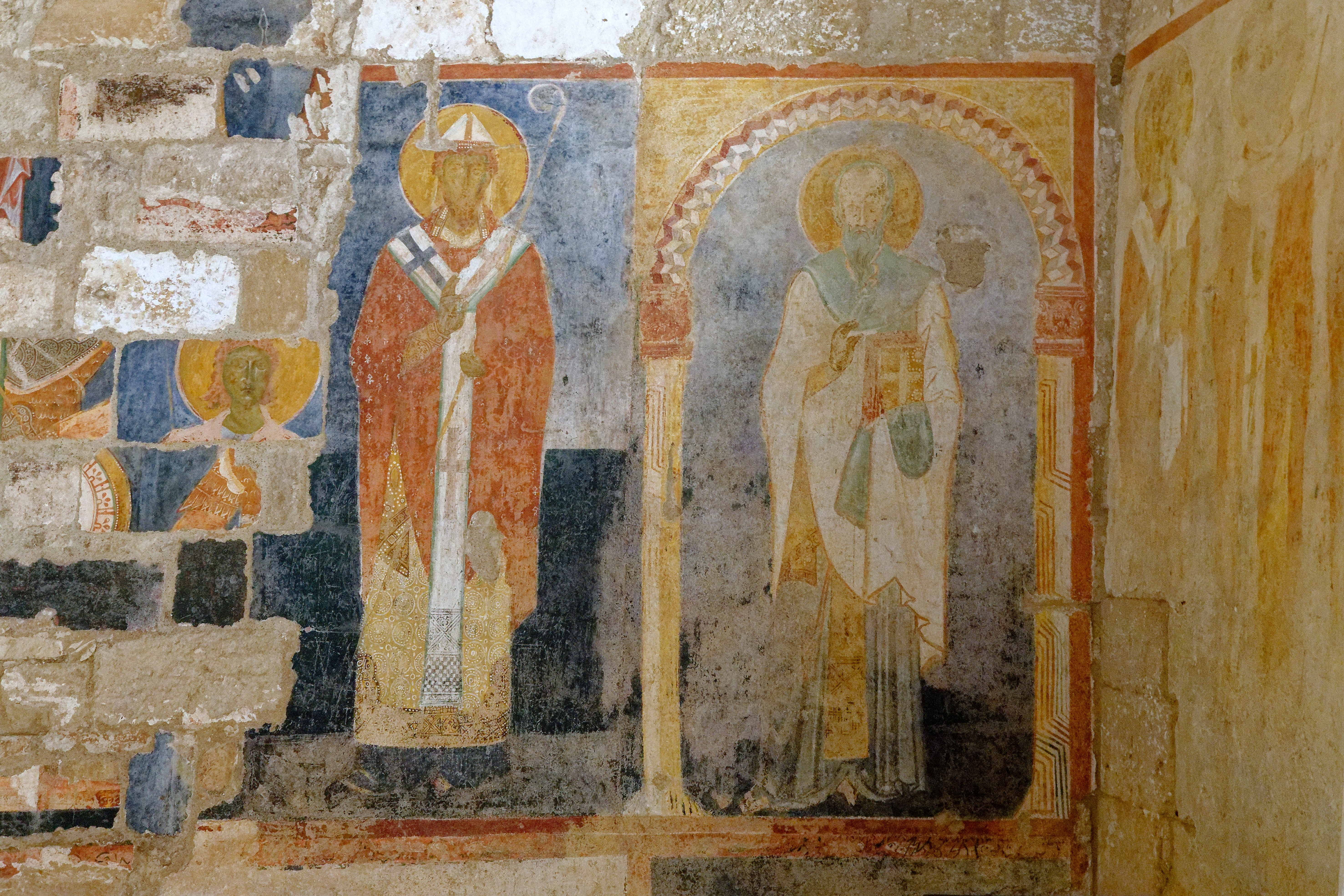
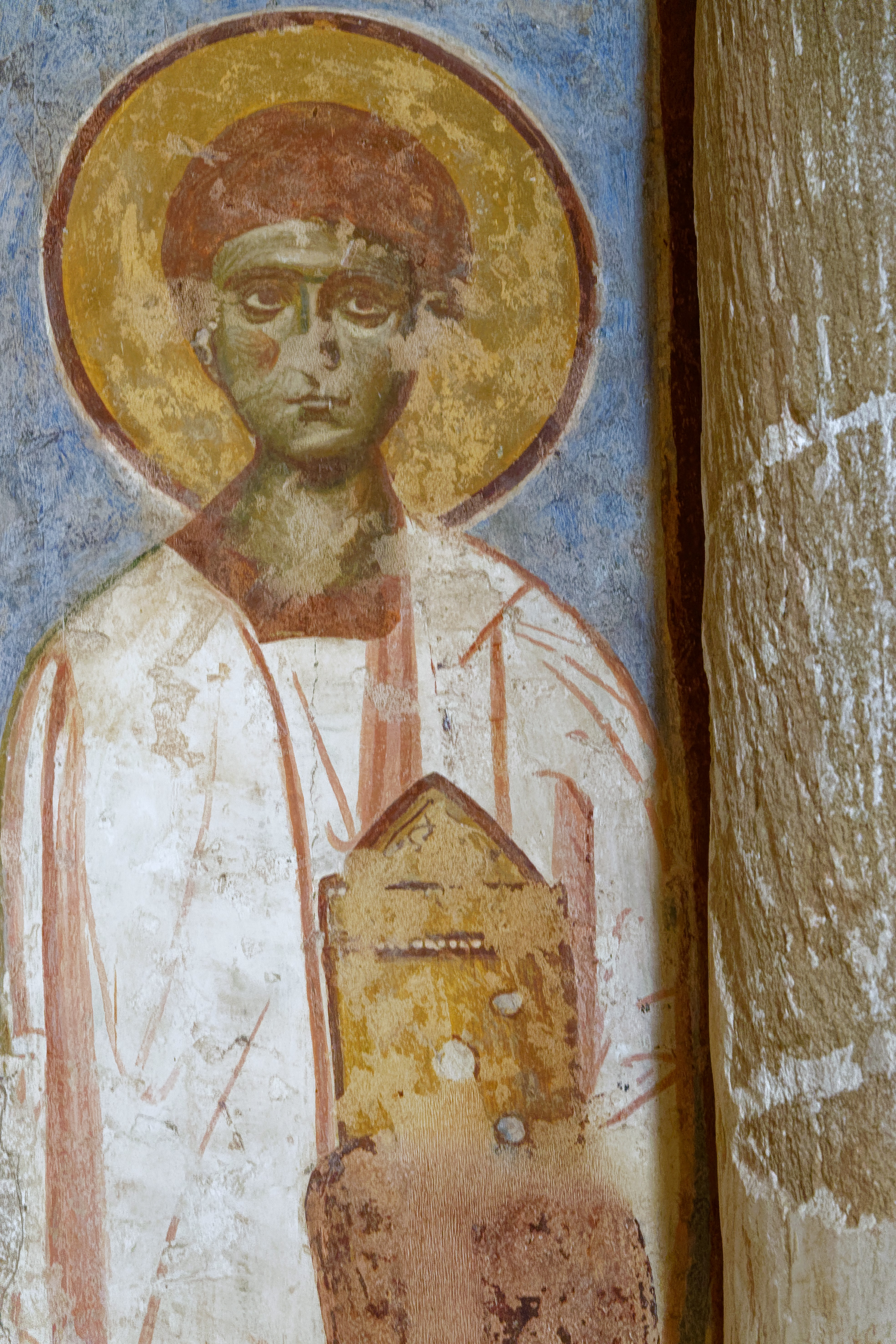
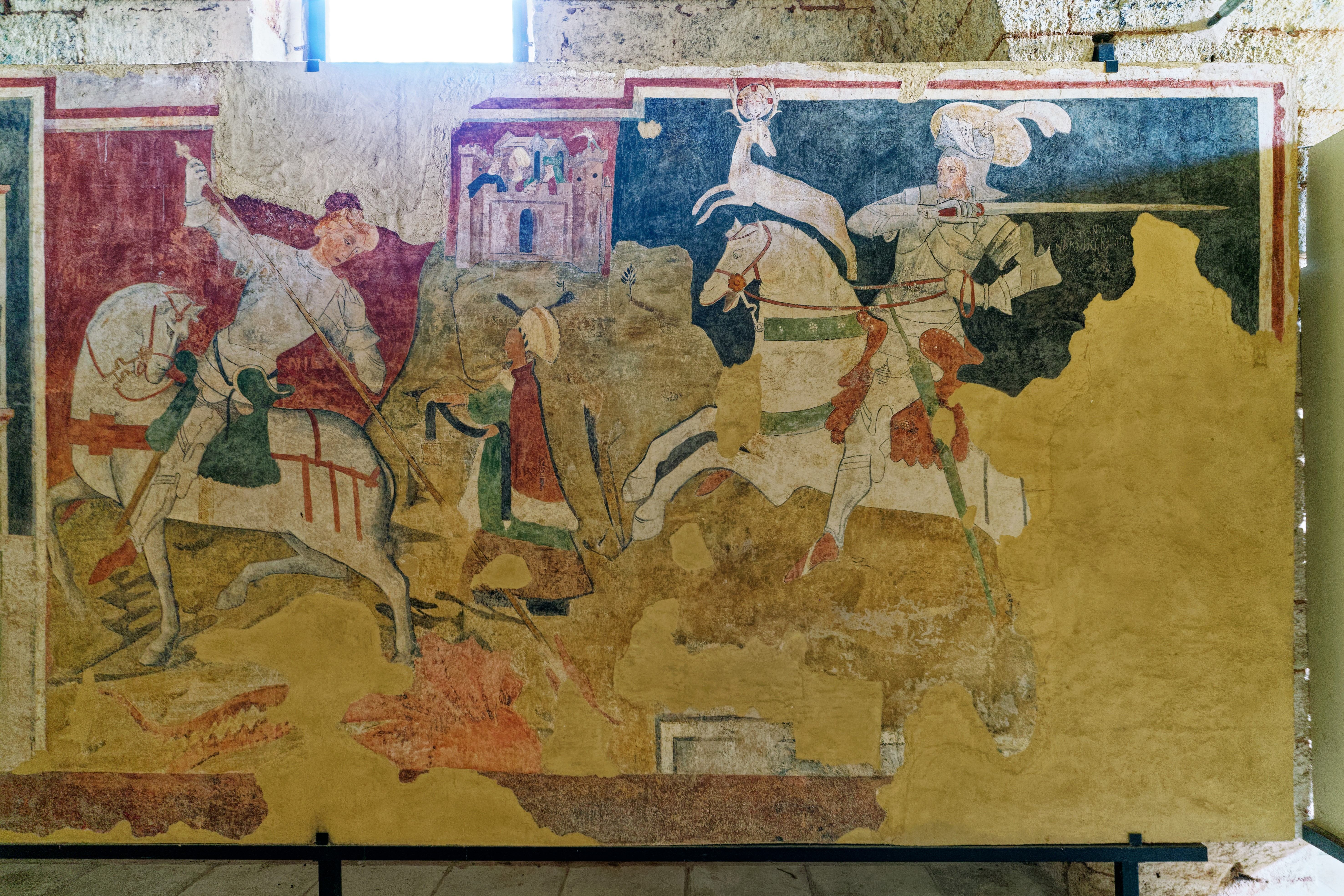
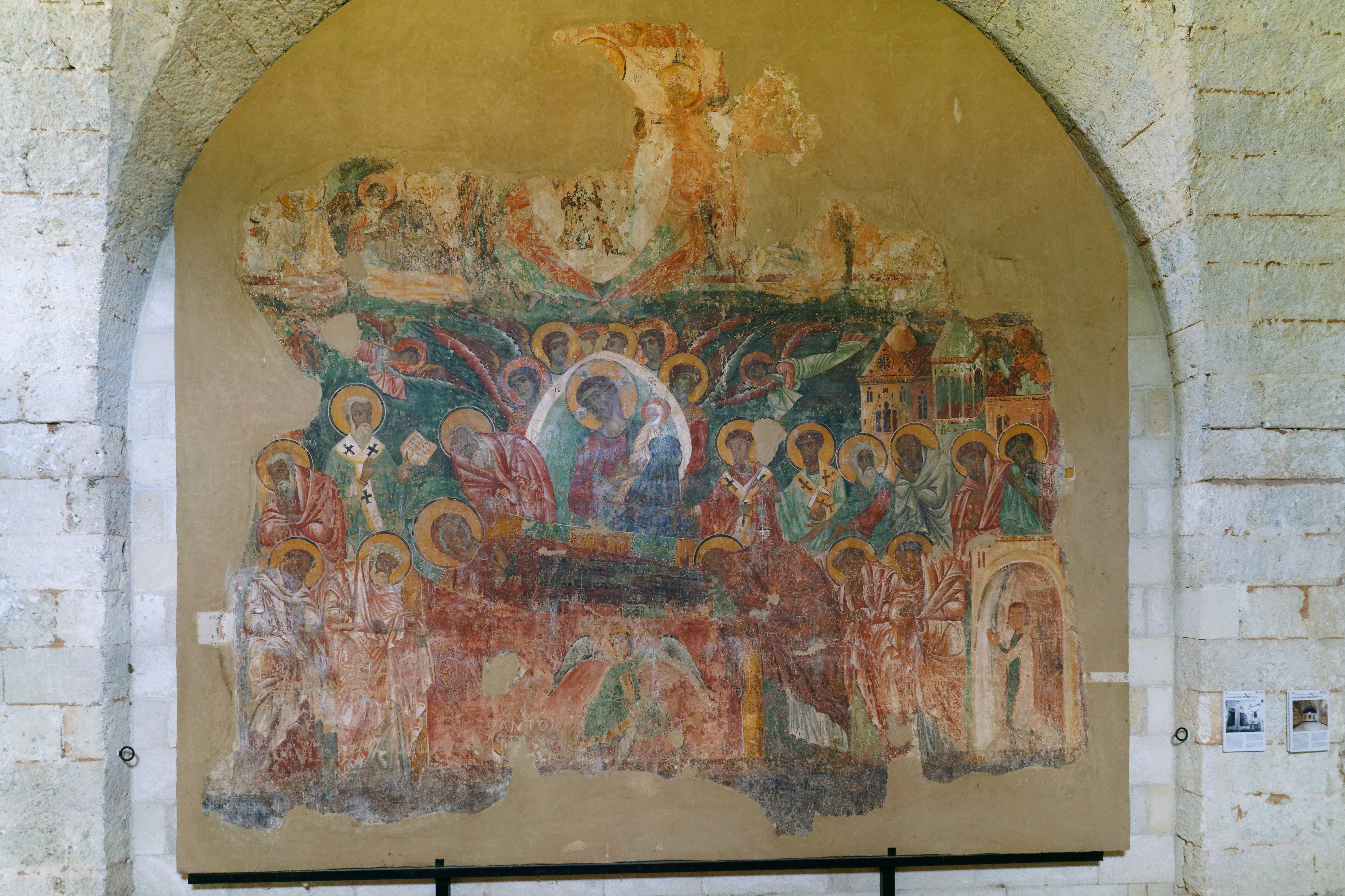